# الیسون اوون
الیسون اوون (انگلیسی: Alison Owen؛ زادهٔ ۱۸ فوریهٔ ۱۹۶۱) تهیه‌کننده اهل بریتانیا است.

## فیلم‌شناسی
- Tulip Fever
- حق رای (۲۰۱۵)
- بخشنده (۲۰۱۴؛ مدیر اجرایی)
- نجات آقای بنکس (۲۰۱۳)
- جین ایر (۲۰۱۱)
- دختر دیگر بولین (۲۰۰۸)
- Brick Lane  (۲۰۰۷)
- برهان (۲۰۰۵)
- شان می‌میرد (۲۰۰۴)
- الیزابت (۱۹۹۸)
- Moonlight and Valentino (۱۹۹۵)
- The Young Americans (۱۹۹۳)